# 革命左翼 (法国)
革命左翼（法語：Gauche révolutionnaire）是法国的一个托洛茨基主义政党。该党成立于1992年。该党的意识形态是社会主义、马克思主义、托洛茨基主义。该党的政治立场是极左翼。该党的总部位于鲁昂。该党主要活动于法国北部的城镇中。该党出版刊物《平等》。该党是工人国际委员会 (2019年)的支部。